# Хачин, Георгий Андреевич
Гео́ргий (Его́р) Андре́евич Ха́чин (15 марта 1915 года, пос. Кананикольское — 2 мая 1978 года, Джетыгара) — участник боёв на реке Халхин-Гол, Советско-финской и Великой Отечественной войн. Наводчик 45-мм орудия отдельного истребительно-противотанкового дивизиона 149-й отдельной стрелковой бригады (62-я армия, Сталинградский фронт), старший сержант, Герой Советского Союза. Член ВКП(б) с 1943 года.

## Биография
Георгий Андреевич Хачин родился 15 марта 1915 года в посёлке Кананикольское Орского уезда Оренбургской губернии (ныне Зилаирского района Башкортостана) в семье крестьянина. Русский. Образование 4 класса школы.
В 1930 году начал трудовую деятельность в колхозе имени 8-го Всеросийсского съезда Советов.
Георгий Андреевич был призван в ряды РККА и проходил службу 1938—1940 годах. Принимал участие в боях на Халхин-Голе и в Советско-финской войне.
В 1941 году Г. А. Хачин возвращается к мирному труду в Кананикольском лесном хозяйстве и работает лесорубом.

## Участие в Великой Отечественной войне
В июне 1941 года Егор Андреевич вновь призван в армию Зилаирским райвоенкоматом.

### Сталинградская битва

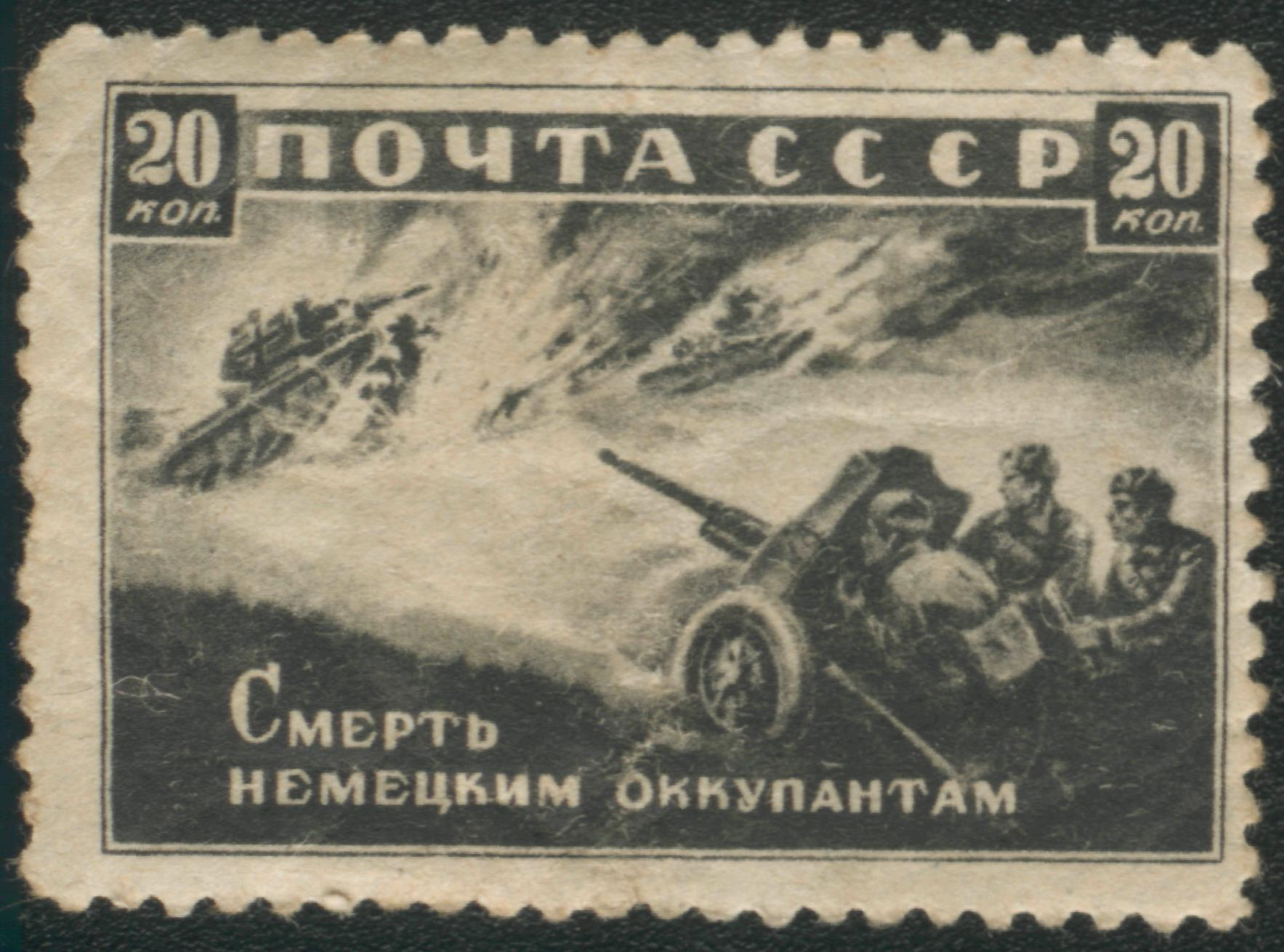
«Сорокопятка» в бою

149-я отдельная стрелковая бригада, в которой служил Георгий Андреевич, принимала участие в Сталинградской битве и прославилась в составе группы полковника Горохова. С 31 августа и до 24 ноября 1942 года бригада вела бои на севере Сталинграда, не позволяя противнику прорваться к Волге на участке Рыно́к — Спартаковка.
13 октября 1942 года во время боя в Заводском районе города Сталинграда Георгий Андреевич выкатил 45-мм пушку из укрытия и открыл огонь по наступавшим танкам. Ведя огонь прямой наводкой, Хачин двумя выстрелами подбил два средних танка противника. Ответным огнём противника было оторвано колесо орудия и разбита половина пушечного щита. Орудийный расчёт был убит, а сам наводчик ранен. Хачин зарядил орудие и выстрелил, подбив ещё один танк. Очередным немецким попаданием был окончательно разбит щит и оторван прицел. Георгий Андреевич, прицелившись через канал ствола, зарядил орудие и произвёл четвёртый выстрел, которым был подбит четвёртый танк. После этого противник окончательно разбил орудие. Старший сержант Хачин не бросил обороняемый участок, а собрал бойцов и организовал оборону. Бой шёл весь день, и только ночью, по приказу командира 149-й осбр подполковника В. А. Болвинова, красноармейцы под командой Георгия Андреевича оставили занимаемый участок и вышли из окружения, сохранив оружие. За этот бой старший сержант Г. А. Хачин был представлен к званию Героя Советского Союза.
14 октября в бою с танками противника артиллерийский расчёт старшего сержанта Г. А. Хачина подбил три средних танка и уничтожил семнадцать солдат. За этот бой Георгий Андреевич был представлен к ордену Отечественной войны II степени, а 3 декабря 1942 года он был награждён орденом Отечественной войны I степени.
Звание Герой Советского Союза с вручением медали «Золотая звезда» и ордена Ленина было присвоено 8 февраля 1943 года.

### После Сталинграда
После Сталинграда Георгий Андреевич служил в частях Юго-Западного, 3-го Украинского и 1-го Белорусского фронтов.
Георгий Андреевич участвовал в форсировании Днепра. В боях за освобождение Кривого Рога старший сержант Г. А. Хачин заменил погибшего командира огневого взвода и возглавил отражение танковой атаки. В этом бою немецкие танки зашли в тыл наступающего батальона, и по приказу Г. А. Хачина противотанковые орудия были вручную перемещены на двести метров и с ходу открыли огонь. Первыми выстрелами были подбиты два танка. Противник попытался скрыться в лощине, но Хачин приказал поднять орудия на снарядные ящики и поразил ещё два танка. Противник стал отступать, но Хачин подбил замыкающий танк. Всего в этом бою артиллерийский расчёт Г. А. Хачина подбил шесть танков.

## После войны
Демобилизовавшийся в 1945 году Георгий Андреевич работал заведующим военным отделом Зилаирского районного комитета партии. В 1947 году стал работать в Кананикольской лесной конторе сначала начальником участка, а с 1951 года секретарём партийной организации. С 1961 года был лесничим Бердяшского лесничества Зилаирского района. В 1971 году Егор Андреевич перебрался в город Джетыгару Кустанайской области. Закончил свою трудовую деятельность бригадиром Джетыгаринского асбестового горно-обогатительного комбината. Георгий Андреевич Хачин скончался 2 мая 1978 года.

## Семья
У Георгия Андреевича была жена Анастасия Михайловна.

## Память
На родине Геoргия Андреевича в селе Кананикольское именем героя названа улица; на доме, в котором он жил, установлена памятная доска.
Имя Героя носит Кананикольская средняя школа. На здании школы (улица Матросова, дом 20) открыта памятная доска.
На здании бывшего Зилаирского райкома КПСС, где работал Георгий Андреевич, установлена мемориальная доска.
В городе Житикара (Казахстан, Костанайская область) с 1971 года проводится ежегодный турнир по вольной борьбе памяти Г. А. Хачина. Первый турнир, организованный тренером Николаем Балобановым, присутствовал сам Георгий Хачин. С 2014 года турнир включён в республиканский календарь соревнований.

## Награды
- звание Герой Советского Союза и Медаль «Золотая Звезда» № 880 (8 февраля 1943 года)[1]
- орден Ленина (8 февраля 1943)[1];
- орден Отечественной войны I степени (3 декабря 1942 года)[2];
- пять медалей[7].